# Etheridgeum pulchrum
Etheridgeum pulchrum är en ormart som beskrevs av Werner 1924. Etheridgeum pulchrum är ensam i släktet Etheridgeum som ingår i familjen snokar. IUCN kategoriserar arten globalt som otillräckligt studerad. Inga underarter finns listade i Catalogue of Life.
Denna orm är bara känd från en enda individ som hittades 1924 på södra Sumatra. Antagligen gräver arten i marken i skogar. Ormen är med en längd mindre än 75 cm liten. Under 1980-talet upptäcktes att det ursprungliga släktnamnet Padangia var upptagen. Det gavs redan 1900 för ett släkte blötdjur.